# Aphoebantus bilineatus
Aphoebantus bilineatus är en tvåvingeart som beskrevs av Tabet och Hall 1987. Aphoebantus bilineatus ingår i släktet Aphoebantus och familjen svävflugor.
Artens utbredningsområde är Kalifornien. Inga underarter finns listade i Catalogue of Life.